# Castillo San José
El Castillo San José (también denominado Castillo Blanco o del Rosario) fue un fuerte español construido durante la Capitanía en la ciudad de Valparaíso en la región homónima. El castillo se construyó entre 1682 y 1692 a petición del entonces Gobernador de Chile José de Garro, de ahí su nombre. Parcialmente destruido en el terremoto del año 1730, se decide su demolición tras sufrir daños irreparables en el terremoto de 1822.

## Historia
Entre los años 1519 y 1615 corsarios y piratas ingleses saqueaban y destruían la ciudad de Valparaíso. A raíz de esto se construyeron varios fuertes y estructuras militares para proteger la ciudad. En ese contexto, el entonces Gobernador de Chile José de Garro ordena la construcción del Castillo San José en el cerro Cordillera. La construcción comenzó en 1682 según algunas fuentes y 1687 según otras. En cualquier caso la edificación del castillo termina en 1692. Aquel emplazamiento se convirtió en la residencia de los gobernadores de Valparaíso.

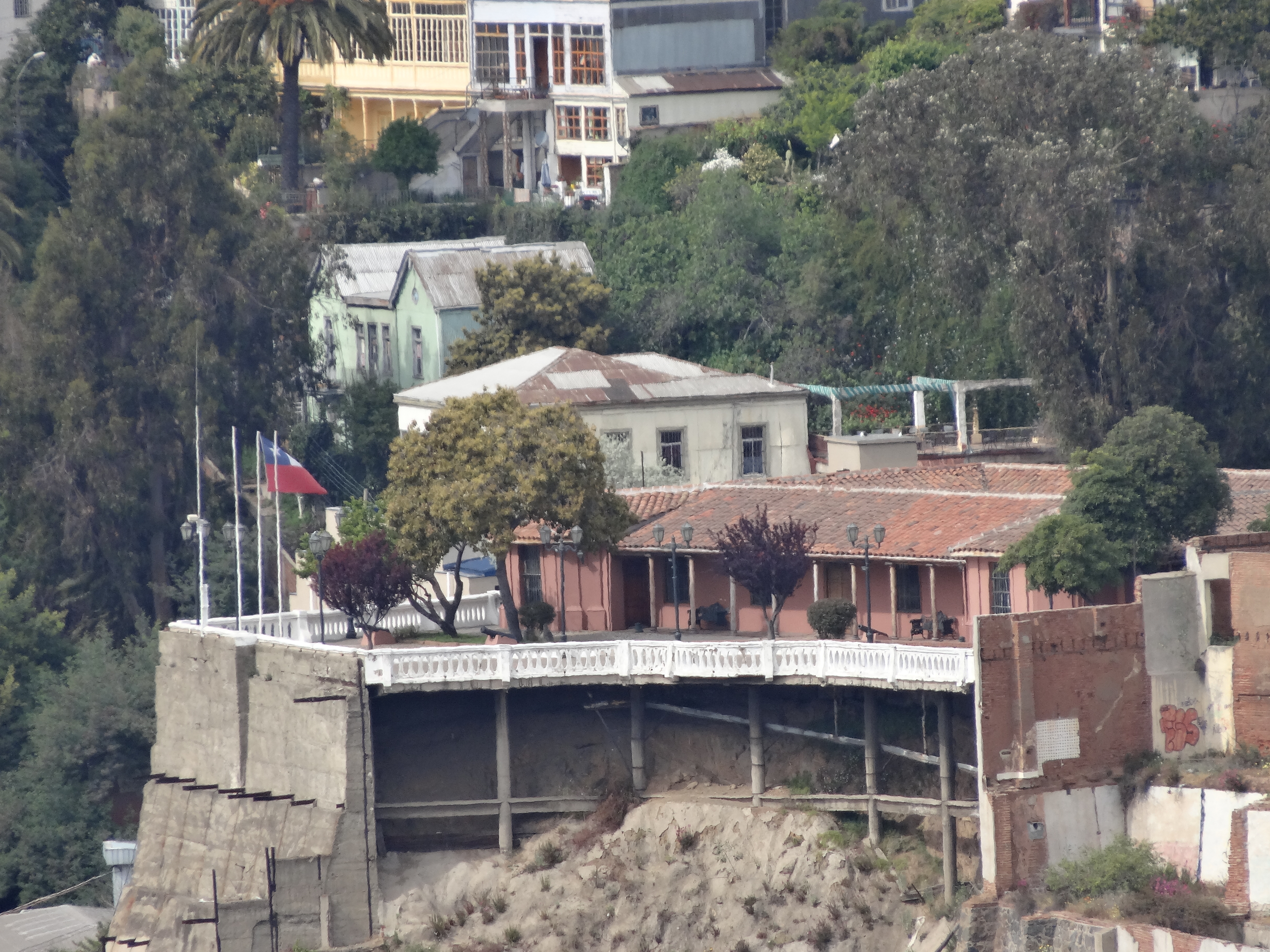
Vista del Museo Lord Cochrane.

El 7 de junio de 1730 un terremoto afectó la ciudad de Valparaíso. El Castillo San José sufrió daños, que se agravan luego de los terremotos de Copiapó de 1822 y lo dejan en situación ruinosa y sin posibilidades de reconstrucción. Tras su demolición, sus terrenos se dividieron en 18 predios que fueron subastados en 1840. Uno de los compradores fue John Mouat, relojero de origen escocés, quien construye ahí entre los años 1840 y 1842 su casa familiar donde instala el primer observatorio astronómico de Chile (operativo desde 1843). En 1963 el inmueble fue declarada Monumento Histórico Nacional, gracias a las gestiones de los poetas Sara Vial y Pablo Neruda, denominándolo erróneamente Castillo San José. 
La casa resistió los terremotos de 1906, 1927, 1965, 1971 y 1985, sin embargo, en el de 1971 algunos de sus muros se dañaron y terminaron desplomados para el de 1985. Luego de ser parcialmente restaurada, esta albergó al Museo del Mar o Museo Cochrane.